# Zapadlisko przedkarpackie

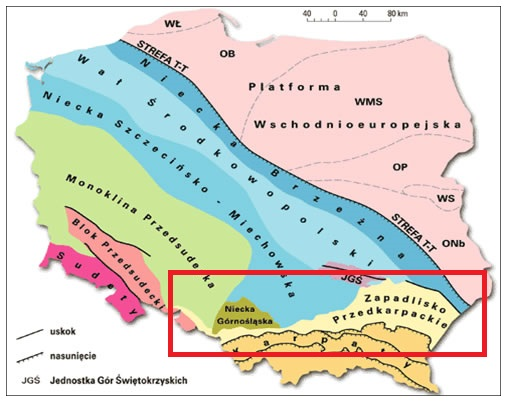
Lokalizacja zapadliska przedkarpackiego (zaznaczone czerwoną ramką) na mapie jednostek tektonicznych Polski.

Zapadlisko przedkarpackie – rów przedgórski, wypełniony molasowymi osadami neogenu. Najmłodsza jednostka alpidów na obszarze Polski.
Zapadlisko przedkarpackie powstało wskutek mioceńskiego nasuwania się na północ łuku karpackiego, związanego z jedną z faz orogenezy alpejskiej. Jego utworzenie połączone jest z zahamowaniem sedymentacji fliszowej, wydźwignięciem oraz sfałdowaniem Karpat zewnętrznych. Jest to efekt kolizji płyty europejskiej oraz mniejszych terranów: Alcapy oraz Tiszy-Dacii.
Zapadlisko rozciąga się na północ od nasunięcia Karpat i na południe od wyżyn środkowej Polski. Od strony zachodniej połączone jest z alpejskim basenem molasowym, a od wschodniej z basenem przedgórskim Bałkanidów. Obszar zapadliska pokrywa się w znacznym stopniu z Kotliną Sandomierską.
Długość zapadliska przedkarpackiego wynosi 300 km, a szerokość maksymalnie do 100 km. Największe zwężenie rowu przedgórskiego można zaobserwować w okolicy Krakowa (rygiel krakowski), gdzie szerokość wynosi zaledwie kilka kilometrów.
Wypełnione jest głównie okruchowymi, molasowymi osadami mioceńskimi o miąższości do 3000 m w Polsce, a w części ukraińskiej nawet do 5000 m. Osady zapadliska przedkarpackiego zostały utworzone w basenie środkowej Paratetydy. Sięgała ona na dzisiejsze tereny Austrii, Czech, Polski, Słowacji, Węgier, Ukrainy oraz Rumunii. Obszar zapadliska znajdował się w peryferyjnej, najbardziej wysuniętej na północ części basenu Paratetydy. Morze mioceńskie zaczęło zanikać pod koniec sarmatu, czyli około 11-12 milionów lat temu. Następnie zapadlisko uległo wydźwignięciu i silnej denudacji.
Głębokość podłoża na obszarze zapadliska zmienia się od kilkuset do 3500 m. Utwory zapadliska leżą na skałach różnego wieku: od prekambryjskich skał krystalicznych po kredowe należące do facji epikontynentalnych. Osady rowu przedgórskiego znajdują się od zachodu na niecce górnośląskiej, w części centralnej na niecce miechowskiej, a od wschodu na zrębie dolnego Sanu. Od strony południowej utwory zapadliska miejscami opisywane są na sfałdowanym fliszu karpackim.
Od południa granica zapadliska podkarpackiego jest tektoniczna. Wyznaczona jest przez czoło Karpat zewnętrznych, które w całości są płasko nasunięte na mioceńskie osady zapadliska. Z kolei od północy granica zapadliska przedkarpackiego ma charakter erozyjny.
Zapadlisko przedkarpackie dzielone jest na basen wewnętrzny, który położony jest na południu oraz zewnętrzny, leżący na północ od łuku karpackiego. Pierwszy z nich znajduje się pod Karpatami fliszowymi lub też jest sfałdowany i nasunięty na północ, gdzie tworzy płaszczowinę stebnicką oraz fałdy brzeżne Karpat. Basen wewnętrzny został utworzony w eggenburgu (18-22 mln lat temu) i istniał do karpatu (16-17 mln lat temu). Wypełniały go utwory ilaste o dużej miąższości wraz z licznymi przewarstwieniami piaskowców i zlepieńców.
Basen zewnętrzny wypełniony jest niesfałdowanymi utworami młodszego miocenu. Dzielony jest przez rygiel krakowski na basen zachodni oraz wschodni. Pierwszy z nich jest mniejszy i znajduje się na obszarze Wyżyny Śląsko-Krakowskiej. Od północy łączy się z przedgórzem sudeckim, a od zachodu przez Czechy z basenem wiedeńskim. Drugi z nich jest znacznie większy i obejmuje swoim obszarem Kotlinę Sandomierską, ciągnąc się na południowy wschód w stronę Ukrainy oraz Rumunii.
W basenie zewnętrznym miąższości osadów są przeważnie mniejsze niż w basenie wewnętrznym. W jego północnej części powstawały osady lagunowe, płytkomorskie. Za to, po południowej stronie można zaobserwować osadzanie się głównie materiału ilastego środowiska głębokowodnego wraz z przewarstwieniami piaskowców i zlepieńców.
Osady wschodniej części basenu zewnętrznego dzielone są zwykle na dolnobadeńską serię podewaporatową, środkowobadeńskie ewaporaty oraz górnobadeńskie i sarmackie osady nadewaporatowe.
Dzięki osadzeniu ewaporatów na obszarze zapadliska przedkarpackiego, powstały warunki do akumulacji węglowodorów. Stwierdzono wiele złóż gazu ziemnego oraz ropy naftowej, dla których ewaporaty są skałami uszczelniającymi. Co więcej, rozpoznano również należące do ewaporatów nagromadzenia gipsu, którego złoża zlokalizowane są m.in. w dolinie Nidy. Na terenie zapadliska są także złoża siarki rodzimej, głównie w rejonie tarnobrzeskim. Ponadto znajdują się również kopalnie soli kamiennej: w Wieliczce i Bochni.